# مارتن غونتر
مارتن غونتر (بالألمانية: Martin Günther)‏ هو منافس ألعاب قوى ألماني، ولد في 8 أكتوبر 1986.

## وصلات خارجية
- مارتن غونتر على موقع الاتحاد الدولي لألعاب القوى (الإنجليزية)
- مارتن غونتر على موقع الدوري الماسي (الإنجليزية)